# Philippe Cardona
Pour les articles homonymes, voir Cardona (homonymie).
 (novembre 2018).
Philippe Cardona né le 9 juin 1978 à Marseille est un auteur de bande dessinée français.

## Biographie
Né à Marseille en 1978, Philippe Cardona suit des études d'arts plastiques et de japonais à la faculté de lettres d’Aix en Provence au cours desquelles il rencontre Florence Torta, devenue sa collaboratrice et sa compagne.
De 1998 à 2000, il participe au fanzine Dream On et il y crée Space Pirate Chantilly, D.Knights et, avec Florence Torta, la trame de Sentaï School, L'École des héros. En 2000,  avec Mathieu Léonard, il sort  Le Cœur de Xatim chez Clair de Lune.
En 2002, Gérald Galliano de l'association MeluZine leur propose de démarcher Coyote magazine[réf. souhaitée]. Cardona et Léonard suivent le conseil et proposent L'École des héros. La série est rebaptisée Sentaï School et fait son apparition dans les pages du magazine. Un an plus tard, le premier tome de Sentaï School est édité chez Semic dans la collection Semic Manga.
Parallèlement, Philippe Cardona travaille sur une autre série pour le magazine Manga Kids : Serge, le hamster de l’enfer. Le premier tome de cette nouvelle série est publié en juillet 2006. En 2008, le volume Serge le hamster de l'enfer. Tome I : Hamsterminator reçoit le prix Bulles en fureur dans la catégorie des préados.
Philippe Cardona travaille également sur l'adaptation en bande dessinée du dessin animé Foot 2 rue depuis la fin de l'année 2005 et lance sa série solo de super-héros, au format manga (150 pages en noir et blanc tramées), en 2008 : Magical JanKen Pon. Il en écrit le scénario et réalise le dessin et les trames.

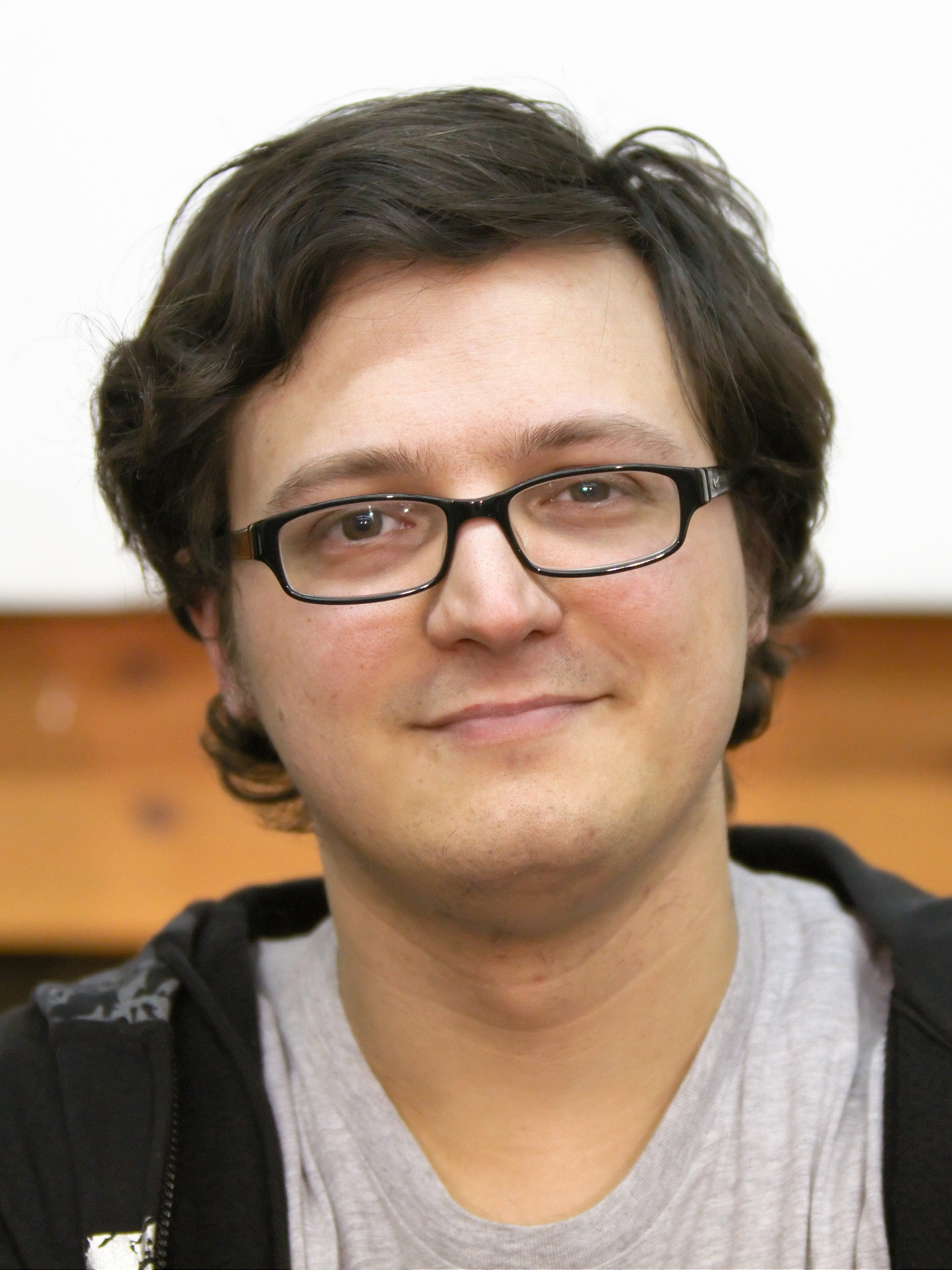
Philippe Cardona à la Japan Expo, 2010.

En 2009, il rencontre avec Florence Torta l'équipe de la web-série Noob. En novembre 2009, Philippe Cardona, Florence Torta et Fabien Fournier, créateur de Noob, proposent aux éditions Soleil une bande dessinée tirée de l'univers de Noob. Les éditions Soleil sortent le tome 1 en mars 2010 parallèlement à la sortie de la saison 1 en DVD. Durant la production du tome 1, Dominique Latil et Christophe Arleston publient la série dans Lanfeust Mag.
Le tome 2 est réalisé entre avril et juin 2010. Le tome 3 est sorti en janvier 2011 et le tome 4 en juin de la même année. Dans les années 2010, il part travailler au Japon en tant qu'illustrateur.
Philippe Cardona et Florence Torta réalisent pour Soleil la série Rolqwir. Le tome 1 sort en 2013, suivi du tome 2 en janvier 2014, puis du tome 3 en septembre de la même année.
En 2015, les 5 tomes de Sentaï School sont réimprimés par le biais des éditions Olydri.
En 2016, Philippe Cardona lance avec Fabien Fournier, Anne-Laure Jarnet et Florence Torta de nouvelles licences adaptées du monde d'Olydri : Néogicia et le Blog de Gaea, qu'il dessine sur les scénarios respectifs de Fabien et Anne-Laure, avec les couleurs de Torta.

## Publications
(octobre 2018).
- Le Cœur de Xatim (dessin), scénario de Pierre Léoni et Mathieu Léonard, Clair de Lune
  1. Le Wizom (décembre 1999)  (ISBN 2-913714-00-5)
  2. Nonys (février 2001)  (ISBN 2-913714-07-2)

- Sentaï School (coscénario et dessin), prépublié dans le magazine Coyote depuis avril 2002, coscénario et couleurs de Florence Torta. 2 tomes chez Semic et 5 tomes chez Kami. Les 5 tomes ont été réédités chez Olydri Éditions en 2016.

- Tome 1 (29 janvier 2016)  (ISBN 978-2-954-75674-5)
- Tome 2 (29 janvier 2016)  (ISBN 978-2-954-75675-2)
- Tome 3 (18 mars 2016)  (ISBN 978-2-954-75676-9)
- Tome 4 (20 mai 2016)  (ISBN 978-2-954-75678-3)
- Tome 5 (17 juin 2016)  (ISBN 979-1-095-78010-6)
- Tome 6 (23 juin 2017)  (ISBN 979-1-095-78013-7)
- Tome 7 (29 juin 2018)  (ISBN 979-1-095-78021-2)
- Tome 8 (25 septembre 2020)  (ISBN 979-1-095-78053-3)

- Serge le hamster de l'enfer (coscénario et dessin), prépublié dans le magazine Manga Kids depuis avril 2003, coscénario et couleurs de Florence Torta. 3 tomes chez Carabas

- Foot 2 rue (dessin, encrage, storyboard), adaptation du dessin animé du même nom, scénario de Mathieu Mariolle, encrage de Eric Pilot et couleurs de B-kam puis Laurent Lagrue. 17 tomes chez Soleil.

- Magical JanKen Pon (scénario et dessin), 1er chapitre prépublié sur manganews.com depuis février 2008, histoire de super-héros façon sentaï : 2 tomes chez Kami.

- Noob (dessinateur) la BD tirée de l'univers de la série télé : Noob, scénario : Fabien Fournier, couleurs : Florence Torta. 8 tomes chez Soleil Productions
  1. Tome 1 - Tu veux entrer dans ma guilde ? (24 mars 2010)  (ISBN 978-2-302-01067-3)
  2. Tome 2 - Les filles elles savent pas jouer d'abord (21 juillet 2010)  (ISBN 978-2-302-01160-1)
  3. Tome 3 - Un jour je serai niveau 100 (26 janvier 2011)  (ISBN 978-2-30201-383-4)
  4. Tome 4 - Les crédits ou la vie (22 juin 2011)  (ISBN 978-2302017429)
  5. Tome 5 - La coupe de Fluxball (9 novembre 2011)  (ISBN 978-2-302-01857-0)
  6. Tome 6 - Désordre sur Olydri (20 juin 2012)  (ISBN 978-2-302-02331-4)
  7. Tome 7 - La chute de l'Empire (31 octobre 2012)  (ISBN 978-2-302-02427-4)
  8. Tome 8 - Retour à la case départ (2 octobre 2013)  (ISBN 978-2-302-03085-5)
  9. Tome 9 -  Mauvaise réputation (4 juin 2014)  (ISBN 978-2-302-03831-8)
  10. Tome 10 - À la guerre comme à la guerre (24 juin 2015)  (ISBN 978-2-302-04645-0)
  11. Tome 11 : Trois factions, trois champions, une légende (14 septembre 2016)
  12. Tome 12 : Le tournoi des Espoirs (17 juin 2017)
  13. Tome 13 : Capture d'écran (19 juin 2019)

Les tomes 4, 6, 9 et 10 sortis à la Japan Expo ont des couvertures différentes aux tomes vendus dans le commerce. Le tome 8 sorti à la Japan Expo est une édition a tirage limité en noir et blanc. 
- Rolqwir (coscénario et dessin), coscénario et couleurs de Florence Torta: 3 tomes chez Soleil Productions
  1. Baguettes de pain et baguettes en bois (mai 2013)  (ISBN 2-302-02504-0)
  2. Le plus grand des Héros (janvier 2014)  (ISBN 978-2-302-03693-2)
  3. L'Arme farfalle (septembre 2014)  (ISBN 978-2-302-04238-4)

- Néogicia (dessinateur - scénario de Fabien Fournier, couleurs de Florence Torta) : 2 tomes chez Olydri Éditions
  1. Tome 1 - Injection (26 février 2016)  (ISBN 978-2954756738)
  2. Tome 2 - Frères d'armes (23 février 2018)  (ISBN 979-1095780168)

- Le Blog de Gaea (dessinateur - scénario d'Anne-Laure Jarnet d'après les personnages créés par Fabien Fournier, couleurs de Florence Torta) 
  1. La Bourse ou la Vie In Game (24 juin 2016)  (ISBN 979-1095780007)
  2. Au Nom de la Loi ! (3 mars 2017)  (ISBN 979-1095780038)
  3. Horizon lointain (23 novembre 2018)  (ISBN 979-1095780175)
  4. Une journée en concert (26 septembre 2019)  (ISBN 979-1095780403)

- Les Légendaires - Missions (Contribution avec Patrick Sobral) :
  1. Tome 1 : Le réveil du Kilimanchu (7 avril 2021)  (ISBN 978-2413039549)
  2. Tome 2 : La cérémonie des Kabals (13 octobre 2021)  (ISBN 978-2413039877)
  3. Tome 3 : Le registre du Lotus (23 mars 2022)
  4. Tome 4 : Frères d'armes (17 août 2022)
  5. Tomd 5 : L'emprise du Maître ruban (2023)